# Chrysops relictus
Chrysops relictus, là một loài ruồi lớn châu Âu, có chiều dài từ 8-10,5 mm. Ấu trùng ăn các chất hữu cơ trong đất ẩm.